# 작진항
작진항은 대한민국 강원특별자치도 삼척시 원덕읍 노곡2리에 있는 어항이다. 어촌정주어항으로 지정하여 관리하고 있다. 시설관리자는 삼척시장이다.

## 어항 구역
본 항의 어항 구역은 다음과 같다.
- 수역[1]
  - 방파제시점 북동방향 60m기점(X=410,417, Y=230,286)에서 정남방향으로 230m(X=410,187, Y=230,286), 이점에서 정서방향으로 170m(X=410,187, Y=230,118) 그은 선이 해안선과 맞닿는 선내의 공유수면 (37,000m2)

## 개발 계획
2005년 12월 28일 고시된 어항개발계획은 다음과 같다.
- 방파제 175m, 방사제 85m, 물양장 85m